# One Busy Hour
One Busy Hour è un cortometraggio muto del 1909 diretto da David W. Griffith. Prodotto e distribuito dall'American Mutoscope & Biograph, il film - girato a Fort Lee nel New Jersey - uscì nelle sale il 6 maggio 1909.

## Trama
Gli affari vanno male e Jim decide di vendere la sua bottega. Quando arriva un potenziale acquirente, Jim paga amici e sconosciuti affinché si fingano clienti, così da far sembrare che il negozio sia sempre pieno di gente.

## Produzione
Il film fu prodotto dalla American Mutoscope & Biograph. Venne girato a Fort Lee nel New Jersey, negli studi della Biograph.

## Distribuzione
Distribuito dalla American Mutoscope & Biograph, il film - un cortometraggio di 85 metri - uscì nelle sale cinematografiche statunitensi il 6 maggio 1909 programmato in split-reel nella stessa bobina con un altro cortometraggio di Griffith, The Note in the Shoe .